# رئیس‌جمهور فرانسه
رئیس‌جمهور فرانسه (به فرانسوی: Président de la République française)، عالی‌ترین مقام اجرایی و رئیس کشور فرانسه در جمهوری پنجم فرانسه است.
فرانسه دارای حکومت متمرکز نیمه‌ریاستی است. قانون اساسی فعلی این کشور بر اساس رفراندومی در ۲۸ سپتامبر ۱۹۵۸ تأیید و اجرایی شد که تأکید بسیاری بر تقویت رابطه شاخه اجرایی (دولت) با شاخه قانون‌گذاری (مجلس) دارد.
ریاست جمهوری هر پنج سال با رای مستقیم مردم انتخاب می‌شود و ریاست شاخه اجرایی را بر عهده می‌گیرد. در حال حاضر امانوئل مکرون عهده‌دار این سمت است. رئیس‌جمهور کنونی امانوئل ماکرون است که در ۱۴ مه ۲۰۱۷ جانشین فرانسوا اولاند شد و در انتخابات ۷ مه ۲۰۲۲ برای دومین دوره مجدداً رئیس‌جمهور فرانسه شد.

## انتخابات
از زمان همه‌پرسی انتخاب مستقیم رئیس‌جمهور جمهوری فرانسه، ۱۹۶۲، رئیس‌جمهور مستقیماً با رأی‌گیری مردمی انتخاب شد. او قبلاً توسط یک کالج انتخاب می‌شد.
پس از همه‌پرسی در مورد کاهش منصب رئیس‌جمهوری فرانسه، در سال ۲۰۰۰، مدت این دوره از هفت به پنج سال کاهش یافت. رئیس‌جمهور ژاک شیراک برای اولین بار در سال ۱۹۹۵ و دوباره در سال ۲۰۰۲ انتخاب شد. در آن زمان، محدودیتی در تعداد دوره‌ها وجود نداشت، بنابراین شیراک می‌توانست دوباره نامزد شود، اما این کار را نکرد. نیکلاس سارکوزی در ۱۶ مه ۲۰۰۷ جانشین وی شد.
به دنبال تغییرات بیشتر، قانون اساسی در مورد نوسازی نهادهای جمهوری پنجم، در سال ۲۰۰۸، یک رئیس‌جمهور نمی‌تواند بیش از دو دوره متوالی فعالیت کند. فرانسوا میتران و ژاک شیراک تنها رئیس جمهورانی هستند که دو دوره کامل فعالیت کرده‌اند (۱۴ سال برای اولی، ۱۲ سال برای دومی).
برای پذیرفته شدن به عنوان یک کاندیدای رسمی، نامزدهای احتمالی باید از بیش از ۵۰۰ مقام منتخب، عمدتاً شهردار‌ها، نامزدهای امضا شده‌ای (که به‌طور غیررسمی به نام «پرستش» برای «پدرخوانده» شناخته می‌شود) دریافت کنند. این مقامات باید حداقل از ۳۰ دپارتمان یا مجموعه اشتراکی خارج از کشور باشند و بیش از ۱۰٪ آنها نباید از همان دپارتمان باشند. بعلاوه، هر مقام می‌تواند فقط یک نامزد را معرفی کند. دقیقاً ۴۵ هزار و ۵۴۳ مقام منتخب از جمله ۳۳ هزار و ۸۷۲ شهردار وجود دارد.
هزینه و بودجه مبارزات و احزاب سیاسی بسیار منظم است. در صورتی که کاندیدا بیش از ۵ درصد امتیاز کسب کند، هزینه ای در حدود ۲۰ میلیون یورو و بودجه عمومی دولت از ۵۰٪ هزینه‌ها وجود دارد. اگر نامزد کمتر از ۵٪ آرا را بدست آورد، دولت ۸٬۰۰۰٬۰۰۰ یورو به حزب کمک می‌کند (۴٬۰۰۰٬۰۰۰ € پیش پرداخت) تبلیغات در تلویزیون ممنوع است اما زمان رسمی در تلویزیون عمومی به نامزدها داده می‌شود. یک آژانس مستقل بودجه انتخابات و احزاب را تنظیم می‌کند.
انتخابات ریاست جمهوری فرانسه از طریق رأی‌گیری در دور دوم انجام می‌شود که اطمینان حاصل می‌کند رئیس‌جمهور منتخب همیشه رأی اکثریت را به دست می‌آورد: اگر هیچ کاندیدایی در دور اول رأی‌گیری اکثریت آرا را کسب نکند، دو نامزد با بالاترین امتیاز به دور دوم می‌رسند. وی پس از انتخاب رئیس‌جمهور، یک مراسم سرمایه‌گذاری جدی را پشت سر می‌گذارد که "Passation des pouvoirs" ("تحویل اختیارات") نامیده می‌شود.

## قدرت و اختیارات
جمهوری پنجم فرانسه یک سیستم جمهوری نیمه ریاستی است. برخلاف بسیاری دیگر از روسای جمهوری اروپا، رئیس‌جمهور فرانسه کاملاً قدرتمند است. اگرچه نخست‌وزیر فرانسه و پارلمان هستند که بر بسیاری از امور روزمره کشور نظارت می‌کند، رئیس‌جمهور فرانسه از نفوذ و اقتدار قابل توجهی برخوردار است، به ویژه در زمینه‌های امنیت ملی و سیاست خارجی. رئیس‌جمهور ارشدترین دفتر کشور را در اختیار دارد و از سایر سیاستمداران سبقت می‌گیرد.
بزرگ‌ترین قدرت رئیس‌جمهور توانایی وی در انتخاب نخست‌وزیر است. با این حال، از آنجایی که مجمع ملی فرانسه تنها قدرت برکناری دولت نخست‌وزیر را دارد، رئیس‌جمهور مجبور می‌شود نخست‌وزیری را معرفی کند که بتواند پشتیبانی اکثریت مجمع را فراهم کند.
- وقتی اکثریت مجمع دارای دیدگاه‌های سیاسی مخالف رئیس‌جمهور باشند، این امر منجر به زندگی مشترک سیاسی می‌شود. در این صورت، قدرت رئیس‌جمهور کاهش می‌یابد، زیرا بیشتر قدرت عملاً به نخست‌وزیر حامی و شورای ملی متکی است و مستقیماً به پست رئیس‌جمهور نسبت داده نمی‌شود.
- هنگامی که اکثریت مجمع در کنار وی باشد، رئیس‌جمهور می‌تواند نقش فعال تری داشته باشد و در واقع می‌تواند سیاست دولت را هدایت کند. پس از آن نخست‌وزیر انتخاب شخصی رئیس‌جمهور است و در صورت عدم محبوبیت دولت به راحتی می‌تواند جایگزین شود. این دستگاه در سالهای اخیر توسط فرانسوا میتران ژاک شیراک و فرانسوا اولاند مورد استفاده قرار گرفته است.

از سال ۲۰۰۲، مدت دوره رئیس‌جمهور و مجمع هر دو ۵ سال است و دو انتخابات نزدیک به یکدیگر هستند؛ بنابراین، احتمال «زندگی مشترک» کمتر است. از جمله اختیارات دولت:
- رئیس‌جمهور قوانینی را ابلاغ می‌کند.
- رئیس‌جمهور فرم بسیار محدودی از وتو تعلیقی دارد: هنگامی که قانونی به وی ارائه می‌شود، وی می‌تواند درخواست بازخوانی مجدد آن را توسط پارلمان انجام دهد، اما فقط یک بار در هر قانون
- رئیس‌جمهور همچنین می‌تواند قانون را برای بررسی به شورای قانون اساسی قبل از ابلاغ ارجاع دهد.
- رئیس‌جمهور ممکن است مجلس ملی فرانسه را منحل کند.
- رئیس‌جمهور در برخی شرایط، از جمله توافق نخست‌وزیر یا پارلمان، می‌تواند معاهدات یا انواع خاصی از قوانین را به همه‌پرسی مردمی ارجاع دهد.
- رئیس‌جمهور فرمانده کل نیروهای مسلح فرانسه است.
- رئیس‌جمهور ممکن است دستور استفاده از سلاح‌های هسته ای را صادر کند.
- رئیس‌جمهور نخست‌وزیر را نام می‌برد اما نمی‌تواند وی را برکنار کند. وی با توافق نخست‌وزیر، سایر وزرا را نام برده و برکنار می‌کند.
- رئیس‌جمهور بیشتر مقامات (با موافقت کابینه) را انتخاب می‌کند.
- رئیس‌جمهور اعضای خاصی از شورای قانون اساسی را انتخاب می‌کند.
- رئیس‌جمهور سفرای خارجی را می‌پذیرد.
- رئیس‌جمهور ممکن است به مجرمان محکوم شده بخشوده شود (اما نه عفو کند). رئیس‌جمهور همچنین می‌تواند احکام کیفری را کاهش یا سرکوب کند. این امر هنگامی که فرانسه هنوز مجازات اعدام را اجرا می‌کرد از اهمیت بسزایی برخوردار بود: جنایتکاران محکوم به اعدام معمولاً از رئیس‌جمهور تقاضای مجازات خود را به حبس ابد می‌کردند.

تمام تصمیمات رئیس‌جمهور باید توسط نخست‌وزیر امضا شود، به جز انحلال مجلس شورای ملی فرانسه، انتخاب نخست‌وزیر، مواد ماده ۱۹.

### عفو ریاست جمهوری
یک سنت به اصطلاح «عفو ریاست جمهوری» وجود دارد، که چیزی به اشتباه نامیده می‌شود: پس از انتخاب رئیس‌جمهور، و شورای ملی همان حزب، پارلمان به‌طور سنتی قانونی را تصویب می‌کند که برخی از جرایم کوچک را عفو می‌کند. این رویه به‌طور فزاینده ای مورد انتقاد قرار گرفته است، خصوصاً به این دلیل که اعتقاد بر این است مردم را به ارتکاب جرایم راهنمایی و رانندگی در ماه‌های قبل از انتخابات تحریک می‌کند. چنین قانون عفو همچنین ممکن است رئیس‌جمهور را مجاز بداند افرادی را که مرتکب برخی از جرایم را مرتکب شده‌اند تعیین کند تا در صورت تحقق برخی شرایط، بخشوده شوند. چنین اقدامات فردی به دلیل حمایت سیاسی که مجاز است مورد انتقاد قرار گرفته است. هنوز هم گفته می‌شود که چنین قوانینی برای بخشودگی به کاهش جمعیت در زندان کمک می‌کند. یک قانون بخشودگی در سال ۲۰۰۲ تصویب شد. هیچ‌یک از آنها تا ژانویه ۲۰۰۸ تصویب نشده است.
تفاوت بین عفو و بخشش ریاست جمهوری در این است که مورد اول همه آثار بعدی مجازات را پاک می‌کند، گویی که این جرم مرتکب نشده است، در حالی که بخشش به راحتی فرد محکوم را از بخشی یا بقیه مجازات رهایی می‌بخشد.

## مسئولیت کیفری و استیضاح
رئیس‌جمهور در طول دوره مسئولیت خود از مصونیت برخوردار است: از وی نمی‌توان قبل از هرگونه صلاحیت قضایی شهادت داد، قابل پیگرد قانونی نیست و غیره. با این حال، مهلت مقرر در دوره وی به حالت تعلیق درآمده و می‌توان تحقیقات و پیگردهای قانونی را از سر گرفت. آخرین یک ماه پس از ترک دفتر.
رئیس‌جمهور شخصاً مسئول اقدامات خود در مقام رسمی خود تلقی نمی‌شود، مگر در مواردی که اقدامات وی در دادگاه بین‌المللی جنایی متهم شود یا استیضاح علیه وی انجام شود. استیضاح را می‌توان دادگاه عالی اعلام کرد، دادگاه ویژه ای که از هر دو مجلس پارلمان به پیشنهاد هر یک از مجلس تشکیل شده باشد، در صورتی که رئیس‌جمهور در انجام وظایف خود به نحوی که به‌طور واضح مانع از ادامه دوره وی است، کوتاهی می‌کرد.

## جانشینی و ناتوانی
با مرگ یا استعفای رئیس‌جمهور، رئیس مجلس سنا به عنوان رئیس‌جمهور موقت عمل می‌کند. آلن پوهر تنها فردی است که دو بار در این موقعیت موقت فعالیت کرده است. اولین بار در سال ۱۹۶۹ پس از استعفای شارل دوگل و بار دیگر در سال ۱۹۷۴ پس از مرگ ژرژ پمپیدو بود. یادآوری این نکته مهم است که، در این شرایط، رئیس مجلس سنا رئیس‌جمهور موقت جمهوری شد. آنها به عنوان منتخب رئیس‌جمهور جدید جمهوری نمی‌شوند و بنابراین مجبور به استعفا از سمت خود به عنوان رئیس مجلس سنا نیستند. پوهر علی‌رغم عنوان خود به عنوان رئیس‌جمهور موقت جمهوری، به عنوان رئیس‌جمهور سابق در فرانسه شناخته می‌شود و در گالری روسای جمهور در وب سایت رسمی ریاست جمهوری فرانسه ذکر شده است. این در تضاد با روسای جمهور فعلی جمهوری سوم است.
دور اول انتخابات ریاست جمهوری جدید باید زودتر از بیست روز و حداکثر سی و پنج روز پس از جای خالی ریاست جمهوری برگزار شود. از آنجا که پانزده روز می‌تواند دور اول و دوم انتخابات ریاست جمهوری را از هم جدا کند، این بدان معناست که رئیس مجلس سنا فقط برای مدت زمان پنجاه روز فقط می‌تواند به عنوان رئیس‌جمهوری عمل کند. در این دوره رئیس‌جمهور موقت مجاز به برکناری مجلس شورای ملی نیست و همچنین مجاز به درخواست همه‌پرسی یا آغاز هرگونه تغییر در قانون اساسی نیست.
در صورت عدم حضور رئیس مجلس سنا، اختیارات رئیس‌جمهور توسط کابینه اعمال می‌شود. برخی از دانشگاهیان قانون اساسی این را به معنای نخست نخست‌وزیر تفسیر کرده‌اند، و اگر او خود قادر به اقدام نیست، اعضای کابینه به ترتیب لیست حکمی که آنها را معرفی کرده است. در واقع بعید است که این اتفاق بیفتد، زیرا اگر رئیس سنا قادر به اقدام نباشد، سنا به‌طور معمول رئیس‌جمهور جدید سنا را منصوب می‌کند، که به عنوان رئیس‌جمهور جمهوری عمل خواهد کرد.
در زمان جمهوری سوم فرانسه رئیس شورای وزیران هر زمان که دفتر خالی بود به عنوان رئیس‌جمهور عمل می‌کرد. طبق ماده ۷ قانون اساسی، اگر رئیس‌جمهور به هر دلیلی خالی باشد، یا اگر رئیس‌جمهور ناتوان شود، بنا به درخواست هیئت دولت، شورای قانون اساسی می‌تواند با اکثریت آرا حکم به ریاست جمهوری بدهد. به‌طور موقت توسط رئیس مجلس سنا فرض شود. اگر شورای حکم دائمی بودن ناتوانی را صادر کند، همان روشی که برای استعفا صورت گرفت، همان‌طور که در بالا توضیح داده شد، اعمال می‌شود.
اگر رئیس‌جمهور نتواند در جلسات، از جمله جلسات شورای وزیران شرکت کند، می‌تواند از نخست‌وزیر بخواهد که به جای او شرکت کند (قانون اساسی، ماده ۲۱). این بند توسط روسای جمهور که در خارج از کشور، بیمار یا تحت عمل جراحی سفر می‌کنند، اعمال شده است.

## حقوق و اقامت گاه
به رئیس‌جمهور حقوقی با توجه به درجه پرداختی که در مقایسه با درجه حقوق بیشتر سالمندان عضو خدمات ملکی فرانسه ("خارج از مقیاس"، "هوره ایچل"، کسانی که درجه پرداخت آنها به عنوان نامه و نامه شناخته می‌شود) پرداخت می‌شود. نه به عنوان شاخص‌های عددی). علاوه بر این به وی ۳ درصد حق‌الزحمه اقامت و ۲۵٪ حق‌الزحمه کارکرد به اضافه حقوق و غرامت اقامت پرداخت می‌شود. این حقوق ناخالص و این غرامت‌ها همان حقوق نخست‌وزیر است و ۵۰٪ بیشتر از بیشترین میزان پرداختی به سایر اعضای دولت است که خود دو برابر متوسط بالاترین (درجه پرداخت G) و کمترین (درجه پرداخت A1) حقوق در درجه‌های پرداخت "خارج از مقیاس". با استفاده از نمرات پرداخت "خارج از مقیاس" ۲۰۰۸ این مبلغ به عنوان دستمزد ماهانه ۲۰٬۹۶۳ € است که متناسب با ۱۹٬۰۰۰ € است که در اوایل سال ۲۰۰۸ برای مطبوعات نقل شده است. با استفاده از نمرات پرداختی از ۱ ژوئیه ۲۰۰۹، این مبلغ به‌طور ناخالص حقوق ماهیانه ۲۱۱۳۱ یورو است.
حقوق و دستمزد اقامت برای مالیات بر درآمد مشمول مالیات است.
محل اقامت و دفتر رسمی رئیس‌جمهور کاخ الیزه در پاریس است. اقامتگاه‌های دیگر ریاست جمهوری عبارتند از:
- قلعه د Brégançon، در جنوب شرقی فرانسه، محل رسمی رسمی تعطیلات ریاست جمهوری است.
- هتل دو مارنی ایستاده در کنار کاخ الیزه، مهمانان رسمی خارجی را در خود جای داده است.
- Château de Rambouillet به‌طور معمول برای بازدیدکنندگان باز است که برای جلسات رسمی (نادر) استفاده نمی‌شود.
- Domaine National de Marly به‌طور معمول برای بازدیدکنندگان باز است که برای جلسات رسمی (نادر) استفاده نمی‌شود.
- Domaine de Souzy-la-Briche از سال ۲۰۰۷ توسط رئیس‌جمهور استفاده نشده است و برای اجاره در دسترس است.

## روسای جمهور پیشین
دو رئیس‌جمهور پیشین تا تاریخ دسامبر ۲۰۲۰ در قید حیات هستند:
| نام            | دوره دفتر | تاریخ تولد              |
| -------------- | --------- | ----------------------- |
| نیکولا سارکوزی | ۲۰۰۷–۲۰۱۲ | ۲۸ ژانویهٔ ۱۹۵۵ ‏(۷۰ سال) |
| فرانسوا اولاند | ۲۰۱۲–۲۰۱۷ | ۱۲ اوت ۱۹۵۴ ‏(۷۰ سال)    |

## سن هنگام عهده‌دارشدن و ترک پست
| N° | رئیس‌جمهور                 | سن هنگام گرفتن پست | سن هنگام ترک پست |
| -- | ------------------------- | ------------------ | ---------------- |
| ۱  | لوئی-ناپلئون بناپارت      | ۴۰                 | ۴۴               |
| ۲  | آدولف تیر                 | ۷۴                 | ۷۶               |
| ۳  | مارشال پاتریس دو مک ماهون | ۶۴                 | ۷۰               |
| ۴  | ژول گروی                  | ۷۱                 | ۸۰               |
| ۵  | ماری فرانسوا سعدی کارنو   | ۵۰                 | ۵۶               |
| ۶  | ژان کازیمیر-پریه          | ۴۶                 | ۴۷               |
| ۷  | فلیکس فوره                | ۵۳                 | ۵۸               |
| ۸  | امیل لوبه                 | ۶۰                 | ۶۷               |
| ۹  | آرمان فالیر               | ۶۴                 | ۷۱               |
| ۱۰ | ریمون پوانکاره            | ۵۲                 | ۵۹               |
| ۱۱ | پل دشانل                  | ۶۵                 | ۶۵               |
| ۱۲ | آلکساندر میلران           | ۶۱                 | ۶۵               |
| ۱۳ | گاستون دومرگ              | ۶۰                 | ۶۷               |
| ۱۴ | پل دومر                   | ۷۴                 | ۷۵               |
| ۱۵ | آلبر فرانسوا لوبرن        | ۶۰                 | ۶۸               |
| ۱۶ | ونسان اوریول              | ۶۲                 | ۶۹               |
| ۱۷ | رنه کوتی                  | ۷۱                 | ۷۶               |
| ۱۸ | شارل دو گل                | ۶۸                 | ۷۸               |
| ۱۹ | ژرژ پمپیدو                | ۵۷                 | ۶۲               |
| ۲۰ | والری ژیسکار دستن         | ۴۸                 | ۵۵               |
| ۲۱ | فرانسوا میتران            | ۶۴                 | ۷۸               |
| ۲۲ | ژاک شیراک                 | ۶۲                 | ۷۴               |
| ۲۳ | نیکولا سارکوزی            | ۵۲                 | ۵۷               |
| ۲۴ | فرانسوا اولاند            | ۵۷                 | ۶۲               |
| ۲۵ | امانوئل مکرون             | ۳۹                 |                  |

## روزشماری منصب
| ردیف | رئیس‌جمهور            | تعداد روزها | رتبه | توضیحات                                                                                               |
| ---- | -------------------- | ----------- | ---- | --- |
| ۲۱   | فرانسوا میتران       | 5109        | ۱    | دو دوره کامل هفت ساله فعالیت کرد.                                                                     |
| ۲۲   | ژاک شیراک            | 4382        | ۲    | یک دوره کامل پنج ساله و یک دوره کامل هفت ساله فعالیت کرد.                                             |
| ۱۸   | شارل دو گل           | 3763        | ۳    | یک دوره کامل هفت ساله فعالیت کرد و و در طی دوره دوم استعفا داد.                                       |
| ۴    | ژول گروی             | 3228        | ۴    | دوره کامل هفت ساله فعالیت کرد و در طی دوره دوم استعفا داد.                                            |
| ۱۵   | آلبر لوبرن           | 2983        | ۵    | یک دوره کامل هفت ساله فعالیت کرد و در طی دوره دوم توسط مارشال فیلیپ پتن جایگزین شد.                   |
| ۸    | امیل لوبه            | 2556        | ۶    | یک دوره کامل هفت ساله فعالیت کرد.                                                                     |
| ۹    | آرمان فالیر          | 2557        | ۷    | یک دوره کامل هفت ساله فعالیت کرد.                                                                     |
| ۱۰   | ریمون پوانکاره       | 2556        | ۸    | یک دوره کامل هفت ساله فعالیت کرد.                                                                     |
| ۱۳   | گاستون دومرگ         | 2556        | ۹    | یک دوره کامل هفت ساله فعالیت کرد.                                                                     |
| ۱۶   | ونسان اوریول         | 2557        | ۱۰   | یک دوره کامل هفت ساله فعالیت کرد.                                                                     |
| ۲۰   | والری ژیسکار دستن    | 2551        | ۱۱   | یک دوره کامل هفت ساله فعالیت کرد.                                                                     |
| ۵    | سعدی کارنو           | 2396        | ۱۲   | کمتر از یک دوره کامل هفت ساله فعالیت کرد (ترور شد).                                                   |
| ۳    | پاتریس دو مک ماهون   | 2077        | ۱۳   | کمتر از یک دوره کامل هفت ساله فعالیت کرد (استعفا داد).                                                |
| ۲۳   | نیکولا سارکوزی       | 1826        | ۱۴   | کمتر از یک دوره کامل پنج ساله فعالیت کرد.                                                             |
| ۱۷   | رنه کوتی             | 1818        | ۱۵   | کمتر از یک دوره کامل هفت ساله فعالیت کرد (پایان جمهوری چهارم).                                        |
| ۱۹   | ژرژ پمپیدو           | 1747        | ۱۶   | کمتر از یک دوره کامل هفت ساله فعالیت کرد (مرگ در دفتر).                                               |
| ۷    | فلیکس فوره           | 1491        | ۱۷   | کمتر از یک دوره کامل هفت ساله فعالیت کرد (مرگ در دفتر).                                               |
| 1    | لوئی-ناپلئون بناپارت | 1443        | ۱۸   | کمتر از یک دوره کامل چهار ساله فعالیت کرد (پایان Second Republic، خود را به عنوان Emperor) اعلام کرد. |
| ۱۲   | آلکساندر میلران      | 1357        | ۱۹   | کمتر از یک دوره کامل هفت ساله فعالیت کرد (استعفا داد).                                                |
| ۲    | آدولف تیر            | 632         | ۲۰   | کمتر از یک دوره کامل هفت ساله فعالیت کرد (استعفا داد).                                                |
| ۱۴   | پل دومر              | 329         | ۲۱   | کمتر از یک دوره دوره کامل هفت ساله فعالیت کرد (ترور شد).                                              |
| ۱۱   | پل دشانل             | 216         | ۲۲   | کمتر از یک دوره دوره کامل هفت ساله فعالیت کرد (استعفا داد).                                           |
| ۶    | ژان کازیمیر-پریه     | 203         | ۲۳   | کمتر از یک دوره دوره کامل هفت ساله فعالیت کرد (استعفا داد).                                           |